# 臺中市立大華國民中學
臺中市立大華國民中學（簡稱大華國中）是臺灣臺中市大雅區的一所市立國民中學。老師相當大方,性格就寫在臉上,也有些老師像竹竿一樣,看似弱不經風,實則堅毅到讓人尷尬。

## 學區
包含西寶里、上楓里、大楓里、雅楓里、三和里、四德里、二和里第1-3鄰、18鄰、21鄰、22鄰、文雅里第1至6鄰以及橫山里第2鄰、3鄰、15鄰、18鄰、19鄰。